# Jean Gachet
Jean Gachet (2. juni 1894 – 4. februar 1968) var en fransk bokser som deltog i de olympiske lege 1920 i Antwerpen. 
Gachet vandt en sølvmedalje i boksning under OL 1920 i Antwerpen. Han kom på en andenplads i vægtklassen fjervægt. I finalen tabte han til sin landsmand Paul Fritsch. Der var sytten boksere fra ti lande som stillede op i vægtklassen som blev afholdt fra den 21. til 24. august 1920. 